# 宇奈月溫泉
宇奈月溫泉（日语：／ Unazuki onsen */?），是日本富山縣黑部市的溫泉，為縣內規模最大的溫泉地。

## 泉質
- 單純溫泉

## 溫泉街
沿黑部川溪谷等地，旅館、保養所林立。還有可觀賞峽谷之美的黑部峽谷鐵道。

## 關連項目
- 宇奈月温泉事件
- 黑部宇奈月溫泉站

## 外部連結
- 黑部峽谷 宇奈月溫泉（页面存档备份，存于）
- 黑部・宇奈月溫泉（页面存档备份，存于）